# Mezi dobrem a zlem (kniha)
Mezi dobrem a zlem je kniha Marka Hnily z roku 2018, kterou vydalo nakladatelství Bratříček.
Hlavním tématem celé knihy je rozporuplné jednání hlavních i vedlejších postav na pomezí dobra a zla. Kniha obsahuje celkem tří novel a jedné povídky. Cena, Kdo velí mimo záznam, Generace první a Na první dojem.

## Dílo
První povídka s názvem Cena vypráví příběh muže, který se po automobilové nehodě probouzí v léčebně. Nepamatuje si svoji minulost a každou noc se mu zdají sny ve kterých nalézá jen bolest, utrpení a nakonec i smrt. Podle diagnózy jsou jeho sny vyvolávány úrazem hlavy, postupem času se ale dozví, jaká je skutečná cena jeho života.
Druhou kontroverzní povídkou je politická alegorie, Kdo velí mimo záznam. Třetí povídka Generace první pojednává například o dnešní RYCHLÉ době a o vztazích mezi rodiči a dětmi. Čtvrtá povídka s názvem Na první dojem poukazuje na to jak lidé chybně posuzují ostatní podle vzhledu.